# Hemicloeina spec
Hemicloeina spec är en spindelart som beskrevs av Norman I. Platnick 2002. Hemicloeina spec ingår i släktet Hemicloeina och familjen Trochanteriidae.
Artens utbredningsområde är Queensland. Inga underarter finns listade i Catalogue of Life.